# ERG Kłobuck
ERG Kłobuck S.A. – polskie przedsiębiorstwo produkcyjne z branży produktów medycznych, zajmujące się głównie produkcją strzykawek i igieł. Przedsiębiorstwo mieści się w Kłobucku, w dzielnicy Zagórze.

## Historia
Początki przedsiębiorstwa sięgają początku lat 70. XX w., gdy utworzono w Kłobucku wydział zamiejscowy Zakładu Tworzyw Sztucznych "Nitron – Erg" z Krupskiego Młynu. Początkowo wytwarzano w nim plastikowe elementy Fiata 126p, następnie wanny, okna i drzwi oraz folie.
Na początku 1984 roku utworzono samodzielne Przedsiębiorstwo Tworzyw Sztucznych ERG. W następnym roku zakład zatrudniał ok. 400 osób, część produkcji eksportując do kraju bloku zachodniego. Wtedy także zaczęto produkować jednorazowe strzykawki, dla potrzeb nowej działalności zbudowano od podstaw jedną z największych tego typu fabryk w Europie.
W 1998 roku przekształcono przedsiębiorstwo państwowe w spółkę akcyjną, a posiadaczem 60% akcji i największym udziałowcem został bank PKO BP; 15% akcji otrzymali pracownicy zakładu, a państwo zatrzymało 11% udziałów. W połowie 1999 roku zapadła decyzja o likwidacji spółki. 60% akcji nowej spółki wykupił lubelski Dispomed S.A., który aktualnie znajduje się w stanie likwidacji. Pozostałą część akcji Skarb Państwa sprzedał Dispomedowi w 2000 roku. W 2004 roku wprowadzono do produkcji jednorazowe igły, a w 2005 roku cewniki do wkłuć dożylnych. Wówczas spółka zatrudniała 150 osób.
Od 2007 roku kondycja spółki pogarsza się; obecnie ma ona ogromne trudności finansowe. W październiku 2009 roku złożono wniosek o upadłość, wniesiony przez wierzycieli, jednak odrzucono go z powodu braku na koncie spółki środków na przeprowadzenie procesu upadłości. W marcu 2010 roku podobnie zakończyło się rozpatrywanie drugiego wniosku w tej samej sprawie, od tego czasu zakład nie pracuje.